# 理藩政策
理藩政策指古代中國王朝對境內諸侯國或境外藩屬國的政策。「藩」本意是「籬笆」。如「藩籬」，有屏障、保衛之意。又引申為古代諸侯王的封國、屬地。如「藩國」，再擴展到由中國君主冊封的國家即藩屬國。

## 周代至魏晉
“藩”，《说文解字》解释为“屏也”，“屏蔽也”。即含有“保护”之意，将危险“屏蔽”于外，即为保护。《左传·哀公十六年》有言：“吾闻胜也信而勇，不为不利。舍诸边竟，使卫藩焉。”这里的“卫藩”便可理解为保护、保卫之意。《左传》所讲的“卫藩”之事，是发生在“边竟（境）”，因此“藩”除了“保护”之意外，还可以指代边境、边界。朱熹在《周易本义》中就说：“藩，篱也。”這就說明，“保护”与“边界”二意是一体的，在自身周边划出边界，将危险屏蔽于边界之外，以保证自身安全。这就是“藩”字的基本含义。
周代，“藩”开始指代宗藩制度下的诸侯国。根据周代的宗藩制度，周天子居于最高位置，由家族内的嫡长子担任。天子的兄弟便会被分封到各地，成为地方诸侯，以保卫天子。《左传·定公四年》载：“选建明德，以蕃屏周。”宗法分封制决定了中央与地方的权力分配机制。周天子居于国家最高地位，但地方的藩国具有高度的自治权，可以自己处置诸侯国内部的事务。但由於宗藩制度作为一种地方行政机制，在绝大部分时间内不起作用，春秋戰國時代各諸侯國互相兼併，周天子也被束之高閣。秦朝之后，中国的历代王朝基本上都采用郡县制，雖然皇室成員也有分封的情況出現，各藩王在法律制度层次上已经没有划地自治的权力，多封虚爵，仅能享受地方财政的供奉，而不能直接对地方进行统治。如果藩王擁有實權，便會出現漢代的七國之亂或是西晉的八王之亂。《文献通考》曰：「景武而后，令诸侯王不得治民补吏，于是诸侯虽有君国子民之名，不过食其邑人而已，土地甲兵不可得而擅矣。……盖自是封建之名存，而封建之实尽废矣」。

## 唐代
唐初武功強盛，先後征服東西突厥和高句麗等國，對於征服領地上的貴族也授予唐朝官職，此即後來所稱的「羈縻」。唐在各地以旧有部族为基础，设置府州八百多个，大的为都督府，小的为州，以本族首领为世袭都督、刺史。羁縻府州的机构大致有三种情况：一是原有的行政机构和政治制度都保留不变，从长官到僚属均由本族人充任；并允许其在本族内部称“国”，其君主亦可保留“王”与“可汗”的称号。唐代对大多数被征服地区均采用此种办法。二是以华官参治。即派遣汉官充任羁縻州的部分官员，进行联合统治。对于社会经济形态与中原基本相同的地区如辽东一带，采用此种办法。三是监临制。即在保留原有的组织机构承认其酋长统治地位的同时，唐朝派遣政治代表进行监视。如朝廷对黑水靺鞨，即是“置长史就其部监领之”。
唐代有“皇帝敬问”（敌体之国）与“皇帝问”“敕”（君臣关系）两大类型的对外文书，第一种保留原有机构的羁縻府州诏书为“皇帝问”，后两种由唐朝派员的羁縻府州使用“皇帝敕”。法律方面，《唐律疏议·刑名》规定：“诸化外人同类相犯者，各依本族法，异类相犯者，以法律论。”军事上，羁縻府州可以保留本部兵马，但须听候朝廷调遣，皇帝制有“天子信宝”，专门用来征调蕃国之兵。唐朝虽然不直接向其征税，但各羁縻府州的统治者须向朝廷呈报“版籍”定期上交“贡赋”。
唐代羁縻府州主要隶属于各都护府，西南地区的姚州、泸州、黔州、桂州、邕州、峰州诸都督府，亦分别统领若干少数民族。

## 清朝
清廷因在藩部依靠當地王公貴族進行封建統治、謂之「君國子民」，故其對於蒙古、新疆、西藏等內亞地區的施政即稱為理藩政策。早在清朝入關之前，皇太極征服漠南蒙古後即設置專司理藩院，平定全國後，先後制定發布《蒙古律例》、《番例》、《回疆則例》、《理藩院則例》等一系列專門法管轄藩部地區。清代理藩政策有兩大重點，一者為「疆土經理」，在要地設置駐防將軍、都統與辦事大臣統籌全局；二是「政教布施」，以利用藏传佛教钳制蒙古人为主，而对于以穆斯林为主的回疆清朝的统治则算不上成功，前后多次发生反满清动乱。
清代蒙古各旗均仿效八旗編設佐領，旗上設盟負責協調各旗關係，盟旗制建立後各部被限制在指定的領地上不得隨意移動。清朝並參酌蒙古各部原有政治制度，沿用蒙古的習慣法，採用靈活多樣的方式分化蒙古王公、貴族、僧侶的政治勢力，嚴加控馭各蒙旗的活動，使其不能聯合。在此基礎上，今中國内蒙古自治区的行政區劃受其影響。
清代西藏原則上由當地的甘丹頗章自治，除了設立無兵力配屬的西藏地方政府噶廈（1751年設），任命駐藏大臣（1728年）外，就是默許由冊封的達賴喇嘛（1653年）與班禪額爾德尼（1713年）擁有西藏統治權。法律上則適用來自《理藩部則例》中的喇嘛條款，後制定《欽定藏內善後章程》。

## 与册封国的关系
因中国古代基本上没有对等外交的理念，尽管并不能干预其内政，中原王朝仍从其“天下”的角度视周边国家为“属国”，与境内的诸侯国或藩部混同。《大清会典》称：“凡四夷朝贡之国，东曰朝鲜，东南曰琉球、苏禄，南曰安南、暹罗，西南曰西洋、缅甸、南掌。西北夷番见理藩院”。民国以后，史家的认识逐渐清晰起来，即“清初藩服有二类，分隶理藩院、主客司。隶院者，〈内〉蒙古、喀尔喀、西藏、青海、廓尔喀是也；隶司者，曰朝鲜，曰越南，曰南掌，曰缅甸，曰苏禄，曰荷兰，曰暹罗，曰琉球。亲疏略判，于礼同为属也。西洋诸国，始亦属于藩部，逮咸、同以降，欧风亚雨，咄咄逼人，觐聘往来，缔结齐等，而于礼则又为敌”。